# Lagting
Bâtiment du Parlement (sv)
Le Parlement d'Åland (en suédois : Ålands lagting) — couramment appelé Lagting — est l'organe législatif monocaméral d'Åland, région autonome de la Finlande. Il siège à Mariehamn, capitale de l'archipel.

## Histoire
Le Parlement est créé en 1922, lors de l'instauration de l'autonomie de l'archipel d'Åland au sein de l'État finlandais.

## Pouvoirs

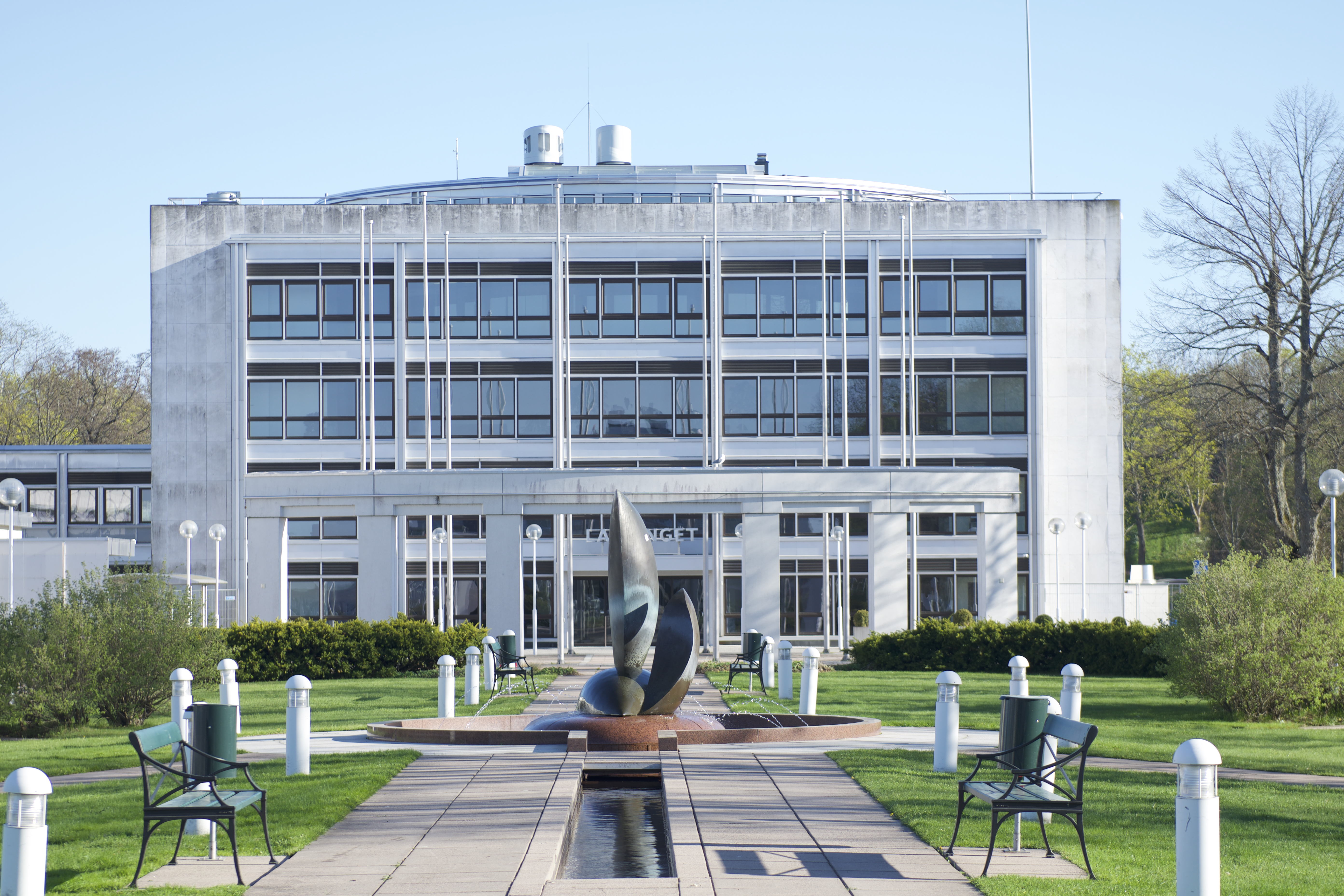
Façade du siège du Parlement ålandais.

En raison de l'autonomie dont bénéficient les îles, le Parlement peut voter des lois et ratifier des traités. 

## Système électoral
Le Lagting est composé de 30 sièges pourvus pour quatre ans au scrutin proportionnel plurinominal avec liste ouvertes et sans seuil électoral. Les électeurs votent en exprimant un vote préférentiel pour un candidat sur la liste pour laquelle ils votent, les sièges obtenus par chaque liste étant par la suite d'abord attribués en priorité aux candidats ayant recueilli le plus grand nombre de suffrages en leur nom. La répartition globale a lieu selon la méthode D'Hondt,.
Le scrutin est toujours organisé le troisième dimanche d'octobre. Seuls peuvent être électeurs les personnes nés à Åland, ou celles possédant la nationalité finlandaise qui sont domiciliés dans l'archipel depuis au moins cinq ans, parlent le suédois et font la demande d'inscription sur les listes électorales locales.

## Élections
| Année | C  | L  | M | S | Ob | G | Åfg | ÅF | ÅD | HI |
| ----- | -- | -- | - | - | -- | - | --- | -- | -- | -- |
| 1979  | 14 | 9  | 4 | 3 |    |   |     |    |    |    |
| 1983  | 11 | 9  | 5 | 5 |    |   |     |    |    |    |
| 1987  | 9  | 8  | 5 | 4 | 2  | 2 |     |    |    |    |
| 1991  | 10 | 7  | 6 | 4 | 3  |   |     |    |    |    |
| 1995  | 9  | 8  | 6 | 4 | 3  |   |     |    |    |    |
| 1999  | 9  | 9  | 4 | 3 | 4  |   | 1   |    |    |    |
| 2003  | 7  | 7  | 4 | 6 | 3  |   | 1   | 2  |    |    |
| 2007  | 8  | 10 | 3 | 3 | 4  |   |     | 2  |    |    |
| 2011  | 7  | 6  | 4 | 6 | 4  |   |     | 3  |    |    |
| 2015  | 7  | 7  | 5 | 5 | 3  |   |     | 2  | 1  |    |
| 2019  | 9  | 6  | 4 | 3 | 4  |   |     | 1  | 1  | 2  |
| 2023  | 7  | 9  | 4 | 4 | 5  |   |     |    |    | 1  |

## Composition actuelle
|                        |                              |        |       |       |        |               |
| Parti                  | Parti                        | Voix   | %     | +/-   | Sièges | +/-           |
|                        | Libéraux pour Åland          | 4 204  | 29,93 | 10,27 | 9      | 3             |
|                        | Centre ålandais              | 2 983  | 21,24 | 6,60  | 7      | 2             |
|                        | Coalition des indépendants   | 2 150  | 15,31 | 1,74  | 5      | 1             |
|                        | Sociaux-démocrates d'Åland   | 1 801  | 12,82 | 3,62  | 4      | 1             |
|                        | Coalition modérée pour Åland | 1 761  | 12,54 | 1,26  | 4      | en stagnation |
|                        | Initiative durable           | 720    | 5,13  | 3,20  | 1      | 1             |
|                        | Futur d'Åland                | 403    | 2,87  | 1,80  | 0      | 1             |
|                        | Indépendants                 | 22     | 0,16  | Nv    | 0      | en stagnation |
|                        |                              |        |       |       |        |               |
| Suffrages exprimés     | Suffrages exprimés           | 14 044 | 96,64 |       |        |               |
| Votes invalides        | Votes invalides              | 341    | 2,35  |       |        |               |
| Votes blancs           | Votes blancs                 | 147    | 1,01  |       |        |               |
| Total                  | Total                        | 14 532 | 100   | –     | 30     | en stagnation |
| Abstentions            | Abstentions                  | 6 747  | 21,71 |       |        |               |
| Inscrits/Participation | Inscrits/Participation       | 21 279 | 68,29 |       |        |               |

## Liste des présidents
| Nom               | Début             | Fin              |
| ----------------- | ----------------- | ---------------- |
| Julius Sundblom   | 9 juin 1922       | 23 août 1945     |
| Johannes Holmberg | 1945              | 1945             |
| Hugo Johansson    | 1946              | 1954             |
| Thorvald Eriksson | 1955              | 1971             |
| Folke Woivalin    | 1972              | 1978             |
| Nils Dahlman      | 1978              | 1979             |
| Olof Jansson      | 1979              | 1983             |
| Sune Carlsson     | 1983              | 1987             |
| Olof Jansson      | 1987              | 1994             |
| Roger Jansson     | 1994              | 1995             |
| Ragnar Erlandsson | 1995              | 1999             |
| Sune Eriksson     | 1999              | 2000             |
| Ragnar Erlandsson | 2000              | 2001             |
| Viveka Eriksson   | 1er novembre 2001 | 31 octobre 2005  |
| Barbro Sundback   | 2005              | 2007             |
| Gunnar Jansson    | 1er novembre 2007 | 28 novembre 2007 |
| Roger Nordlund    | 3 décembre 2007   | 28 novembre 2011 |
| Britt Lundberg    | 28 novembre 2011  | 2 novembre 2015  |
| Gun-Mari Lindholm | 2 novembre 2015   | 2 décembre 2015  |
| Johan Ehn         | 2 décembre 2015   | 3 novembre 2017  |
| Gun-Mari Lindholm | 3 novembre 2017   | 4 novembre 2019  |
| Roger Nordlund    | 4 novembre 2019   | 2 novembre 2020  |
| Bert Häggblom     | 2 novembre 2020   | 31 octobre 2023  |
| Ingrid Zetterman  | 3 novembre 2023   | en cours         |